# Pachygnatha rotunda
Pachygnatha rotunda là một loài nhện trong họ Tetragnathidae.
Loài này thuộc chi Pachygnatha. Pachygnatha rotunda được miêu tả năm 1939 bởi Saito.